# Eiichirō Oda
Eiichirō Oda (尾田 栄一郎 Oda Eiichirō?, Kumamoto, 1 de enero de 1975) es un mangaka japonés conocido por su serie de manga One Piece (1997-presente), la cual le otorgó un Récord Guinness al ser el manga con mayor cantidad de copias publicadas de la misma obra de cómic realizado por un único autor (416,566,000 copias en aquel momento).Hasta la fecha, One Piece ha superado los 516 millones de copias vendidas en todo el mundo.

## Carrera
A los 17 años, envió su trabajo Wanted, un manga de vaqueros, por el que ganó una gran cantidad de premios, entre ellos, ganó el segundo premio en la edición 44° de los Tezuka Awards. 
Tras los reconocimientos, esto le valió el logro de trabajar en la revista Weekly Shonen Jump, donde se desempeñó inicialmente como asistente a Shinobu Kaitani en la serie Suizan Police Gang, y luego pasar a manos de Masaya Tokuhiro con Jungle King Tar-chan y Mizu no Tomodachi Kappaman, que dio él una influencia inesperada en su estilo artístico. 
A los 18 obtuvo un gran éxito con su primera obra profesional Kami kara mirai no Present, publicado en 1993. El mismo año, ganó el concurso mensual de talentos organizado por la escritura de la Weekly Shonen Jump, con The Lonely Demon.
A la edad de 19 años, después de abandonar la universidad, se mudó a Tokio en 1994, comenzó a trabajar como asistente de Nobuhiro Watsuki en Rurouni Kenshin. Watsuki acredita Oda para ayudar a crear el personaje Honjō Kamatari que aparece en Rurouni Kenshin.
Durante ese tiempo, dibujó Monsters en 1994 en la Autum special (una revista de temporada de la Weekly Jump). Oda también dibujó dos historias con temática de piratas a modo de  one-shot, ambas bajo el título "Romance Dawn", que fueron publicadas en la Akamaru Jump y la Weekly Shonen Jump, respectivamente, a finales de 1996. Estas últimas historias contaron con Monkey D. Luffy como el protagonista, que luego se convirtió en el protagonista de One Piece.
En 1997, One Piece apareció por primera vez en la revista antológica Shōnen Jump. La serie recibió el premio "Hot Step Award", galardón otorgado por Shūeisha cada año a la mejor obra publicada en la revista.
El manga One Piece logró recaudar por 100 millones de volúmenes en febrero de 2005, más de 200 millones en febrero de 2011, y tenía más de 345 millones de volúmenes en circulación en todo el mundo a partir de 2013.
En 2007, Oda, en colaboración con Akira Toriyama y Mitsutoshi Shimabukuro, crean un cruce de historia en un one-shot llamado Cross Epoch, que contiene personajes de Toriyama con Dragon Ball y de Oda con One Piece, para celebrar los diez años que ya cumplía el manga.
En 2009, una mujer fue detenida por el envío de aproximadamente cien correos electrónicos amenazantes a Oda entre septiembre y diciembre de 2007. El marido de esa mujer era un asistente en la oficina de Oda que había sido despedido.
En 2011, Oda se llegó a encontrar en la lista Shitsumon o Boshuu Suru de mangakas reportados después del terremoto ocurrido el 11 de marzo, aunque no le sucedió nada.
En 2013, la serie One Piece ganó en la edición 41° de la Japan Cartoonists Association Award. Este mismo tiene otro trabajo con Toriyama, donde cada uno de ellos diseña un personaje Gaist para el videojuego Gaist Crusher.
En junio de 2015, su obra One Piece, tras un gran número total de ventas, obtuvo el reconocimiento de "Mayor cantidad de copias editadas de la misma obra de cómic realizado por un único autor" por parte del Récord Guinness.

### Popularidad
En 2008, una encuesta realizada por la firma de investigación de márquetin Oricon, Eiichiro Oda fue elegido como el quinto mangaka favorito de Japón. Compartiendo el lugar con Yoshihiro Togashi, creador de la famosa serie Hunter x Hunter y Yu Yu Hakusho.

### Proyecto de restauración de Kumamoto
El 14 de abril de 2016, Eiichiro Oda donó ¥800,000,000 para ayudar a reconstruir su ciudad natal, Kumamoto, Japón, luego de que fuera golpeada por dos terremotos. Después de reconstruir Kumamoto, en abril de 2018, el gobernador Ikuo Kabashima de la prefectura de Kumamoto otorgó el prestigioso premio de Honor a Eiichiro Oda, este reconocimiento se concedió en virtud de sus destacados logros a nivel mundial y su incansable labor en apoyo a los esfuerzos de reconstrucción. En conmemoración a este acontecimiento, se llevó a cabo la instalación de una estatua de Luffy, el carismático protagonista de su manga. One Piece. La jornada de la instalación de esta estatua fue marcada por una solemne ceremonia de inauguración, que contó con la participación entusiasta de numerosos seguidores y admiradores que se congregaron para celebrar la finalización de lo que se convertiría en la primera estatua permanente de Luffy en todo el mundo.

### Top 10 Genios de la Era Actual
En 2023, Oda fue reconocido como una de las 10 personas más influyentes de la era actual. Una de las universidades más prestigiosas de Japón, la Universidad de Tokio, realizó una encuesta para seleccionar a los 10 mejores genios de la Era Reiwa (2019-presente).

## Manga
- One Piece (1997-presente)
- Wanted! (1998), Colección de las siguientes historias one-shot:
  - Wanted! (1991)
  - God's Gift for the Future (1993)
  - Itsuki yakou (1993)
  - Monsters (1994)
  - Romance Dawn (Versión 2, 1996)
- Dragon Ball x One Piece: Cross Epoch (2007)
- One Piece x Toriko x Dragon Ball Z: Cross Epoch (2013)

## Vida personal
El 7 de noviembre de 2004, Eiichiro Oda, de 29 años, se casó con Chiaki Inaba (稲葉ちあき, Inaba Chiaki) (prefectura de Kanagawa, Kantō, Japón; 4 de enero de 1978) una ex modelo y actriz a quién conoció en diciembre de 2003 en el festival Jump Festa 2004. Inaba es una ex modelo, actriz, "Campaign Girl", "Race Queen" y "Gravure Idol"; que estuvo activa desde mediados de 1990 hasta principio de los 2000. La joven fue parte de la agencia japonesa de modelaje "Mille Visage Agence" (ミル ヴィサージュ アジャンス, Miru vuisāju ajansu). Chiaki se retiró del modelaje y la actuación en octubre de 2004, a la edad de 26 años, un mes antes de contraer matrimonio. 
En diciembre de 2003, el festival anual de Shonen Jump Festa 2004 realizó un espectáculo musical llamado "One Piece Spectacle Stage"  (ワンピーススペクタクルステージ, Wanpīsu supekutakuru sutēji), en el cual Chiaki Inaba vistió e interpretó al personaje de Nami mediante un disfraz. Fue en aquel evento en donde la joven pareja se conoció, con ella de 25 y él de 28 años. Comienzan una relación y contraen matrimonio un año más tarde. Entre los años 2001 y 2003, Inaba fue actriz para los musicales de acción realizados por el festival Jump Festa.
En 2006, Chiaki Inaba, con 28 años de edad, dio a luz a una niña, la primera hija de Oda. Oda e Inaba se convierten nuevamente en padres al dar la bienvenida a una segunda hija que nació en 2009.
En una entrevista a Oda en 2019, se supo que tras casarse en 2004, le prometió a su esposa que al finalizar el manga de One Piece, se irían de viaje por el mundo. Oda, Inaba y sus dos hijas, se van de vacaciones al extranjero aproximadamente una vez al año.

### Concepto y creación deOne Piece
El interés de Eiichiro Oda por los piratas comenzó en su infancia, viendo la serie animada Vicky el vikingo, lo que le inspiró a querer dibujar una serie manga sobre piratas. La lectura de biografías de piratas influyó en Oda para incorporar las características de los piratas de la vida real en muchos de los personajes de One Piece; por ejemplo, el personaje Marshall D. Teach está basado en el pirata histórico Barbanegra y recibe su nombre en honor a él. Aparte de la historia de la piratería, la mayor influencia de Oda es Akira Toriyama y su serie Dragon Ball, que es uno de sus mangas favoritos.  También se inspiró en El mago de Oz, afirmando no soportar historias donde la recompensa de la aventura es la aventura misma, optando por una historia donde el viaje es importante, pero aún más importante es el objetivo.

### Influencia
De niño, aspiró a ser un dibujante de manga a la edad de 4 años, con el fin de evitar tener que conseguir y trabajar en una «compañía de adultos». Oda desde la infancia estuvo inspirado por los piratas. Recuerda que su interés por los piratas fue probablemente provocado por la serie de animación popular de la televisión titulada Vicky el Vikingo. Su estilo artístico logró desarrollarlo en sus primeros años como asistente.
Trabajó como asistente de Watsuki, Hiroyuki Takei y Mikio Itō, con quienes sigue manteniendo una estrecha amistad. También declaró varias veces que es amigo de Mitsutoshi Shimabukuro, el autor de Toriko con quien hizo un crossover de sus respectivos animes. Asimismo, realizó también crossovers con Akira Toriyama y Mitsutoshi Shimabukuro.
Además es amigo de Masashi Kishimoto, creador del manga Naruto, del cual ha dicho que es un rival por el que tiene gran admiración.Para la ilustración de portada de One Piece en el capítulo 766, publicada en la edición número 50 de 2014 de la Weekly Shonen Jump, junto a los dos últimos capítulos de Naruto, Oda incluyó un mensaje escondido y otros tributos en la ilustración.